# Ipomoea scindica
Ipomoea scindica är en vindeväxtart som först beskrevs av John Ellerton Stocks, och fick sitt nu gällande namn av Otto Stapf. Ipomoea scindica ingår i släktet praktvindor, och familjen vindeväxter. Inga underarter finns listade i Catalogue of Life.